# Список деревянных памятников архитектуры Вологды

Деревянные памятники архитектуры на схеме г. Вологды (состояние памятников на март 2010 г.). Более тёмные области — исторические кварталы с преобладающей деревянной застройкой. [http://upload.wikimedia.org/wikipedia/commons/thumb/9/9a/Map_of_wooden_arch_in_Vologda.svg/2000px-Map_of_wooden_arch_in_Vologda.svg.png Схема в большом разрешении

Спи́сок деревя́нных па́мятников архитекту́ры Во́логды содержит сведения о памятниках архитектуры, истории и культуры, находящихся под государственной охраной. Среди исторических городов России Вологда занимает особое место по количеству и значимости памятников деревянного зодчества. В Вологде в дереве представлены все основные архитектурные стили XVIII — начала XX веков — классицизм, ампир и модерн, главные типы особняков — дворянские, купеческие и мещанские, большое количество доходных домов и деревянные общественные здания.

## Критерии включения
В список вошли все деревянные памятники архитектуры (Объект культурного наследия России), находящиеся на территории города Вологды, в соответствии с «Перечнем объектов культурного наследия федерального и регионального значения, расположенных на территории Вологодской области и состоящих под государственной охраной», «Каталогом памятников недвижимых объектов культурного наследия» и «Проектом зон охраны памятников истории и культуры г. Вологды (историко-архитектурный опорный план)».
Отдельно приведён перечень деревянных памятников архитектуры, включённый в «Каталог памятников недвижимых объектов культурного наследия», имеющих код, но не попавших в «Перечень объектов культурного наследия федерального и регионального значения, расположенных на территории Вологодской области и состоящих под государственной охраной».
В список не включены объекты, обладающие признаками объекта культурного наследия по материалам натурного обследования авторского коллектива в период апрель-июнь 2007 года.

## Структура списка
Памятники архитектуры сформированы общим списком в алфавитном порядке и отсортированы по адресу. Название памятника и датировка указаны согласно «Перечню объектов культурного наследия федерального и регионального значения, расположенных на территории Вологодской области и состоящих под государственной охраной» или по фамилии первого владельца здания. В колонке «Комментарий» указано современное использование памятника, основные сведения по сохранности. В колонке «Категория историко-культурного значения» указаны категории памятника, которые подразделяются на:
- объекты культурного наследия федерального значения — имеющие особое значение для истории и культуры Российской Федерации;
- объекты культурного наследия регионального значения — объекты, имеющие особое значение для истории и культуры субъекта Российской Федерации;
- выявленные объекты культурного наследия — объекты, которые представляют собой историко-культурную ценность и в отношении которых вынесено заключение государственной историко-культурной экспертизы о включении их в реестр как объектов культурного наследия[7].

В основном списке значатся 155 памятников архитектуры, включая 50 памятников федерального значения, 62 регионального значения и 43 выявленных памятника.
В колонке «Код памятника и состояние» указан код памятника в «Каталоге памятников недвижимых объектов культурного наследия» и цветом отмечено его современное состояние.
Легенда
| Отреставрирован | Хорошее (удовлетворительное) | Аварийное (визуально здание находится на грани разрушения) | Утрачен полностью или значительно разрушен | Отреставрирован со значительными нарушениями первоначального облика (элементы декора, пропорции здания, материалы стен) |

## Деревянные памятники архитектуры Вологды
| Логотип конкурса «Вики любит памятники» | Объект культурного наследия: № 3500068000 |

| Логотип конкурса «Вики любит памятники» | Объект культурного наследия: № 3500000840 |

| Логотип конкурса «Вики любит памятники» | Объект культурного наследия: № 3500070001 |

| Логотип конкурса «Вики любит памятники» | Объект культурного наследия: № 3500000842 |

| Логотип конкурса «Вики любит памятники» | Объект культурного наследия: № 3500000844 |

| Логотип конкурса «Вики любит памятники» | Объект культурного наследия: № 3500000856 |

| Логотип конкурса «Вики любит памятники» | Объект культурного наследия: № 3500002644 |

| Логотип конкурса «Вики любит памятники» | Объект культурного наследия: № 3510003000 |

| Логотип конкурса «Вики любит памятники» | Объект культурного наследия: № 3510004000 |

| Логотип конкурса «Вики любит памятники» | Объект культурного наследия: № 3510005000 |

| Логотип конкурса «Вики любит памятники» | Объект культурного наследия: № 3510006000 |

| Логотип конкурса «Вики любит памятники» | Объект культурного наследия: № 3510007000 |

| Логотип конкурса «Вики любит памятники» | Объект культурного наследия: № 3510046000 |

| Логотип конкурса «Вики любит памятники» | Объект культурного наследия: № 3510008000 |

| Логотип конкурса «Вики любит памятники» | Объект культурного наследия: № 3500000877 |

| Логотип конкурса «Вики любит памятники» | Объект культурного наследия: № 3500105000 |

| Логотип конкурса «Вики любит памятники» | Объект культурного наследия: |

| Логотип конкурса «Вики любит памятники» | Объект культурного наследия: № 3500000902 |

| Логотип конкурса «Вики любит памятники» | Объект культурного наследия: № 3500000903 |

| Логотип конкурса «Вики любит памятники» | Объект культурного наследия: № 3500000784 |

| Логотип конкурса «Вики любит памятники» | Объект культурного наследия: № 3510011000 |

| Логотип конкурса «Вики любит памятники» | Объект культурного наследия: № 3500000796 |

| Логотип конкурса «Вики любит памятники» | Объект культурного наследия: № 3510012000 |

| Логотип конкурса «Вики любит памятники» | Объект культурного наследия: № 3500000999 |

| Логотип конкурса «Вики любит памятники» | Объект культурного наследия: № 3510013000 |

| Логотип конкурса «Вики любит памятники» | Объект культурного наследия: № 3510014000 |

| Логотип конкурса «Вики любит памятники» | Объект культурного наследия: № 3510015000 |

| Логотип конкурса «Вики любит памятники» | Объект культурного наследия: № 3500002644 |

| Логотип конкурса «Вики любит памятники» | Объект культурного наследия: № 3500000776 |

| Логотип конкурса «Вики любит памятники» | Объект культурного наследия: № 3510017000 |

| Логотип конкурса «Вики любит памятники» | Объект культурного наследия: № 3510018000 |

| Логотип конкурса «Вики любит памятники» | Объект культурного наследия: № 3510019000 |

| Логотип конкурса «Вики любит памятники» | Объект культурного наследия: № 3500024000 |

| Логотип конкурса «Вики любит памятники» | Объект культурного наследия: № 3500026000 |

| Логотип конкурса «Вики любит памятники» | Объект культурного наследия: № 3510020000 |

| Логотип конкурса «Вики любит памятники» | Объект культурного наследия: № 3500053000 |

| Логотип конкурса «Вики любит памятники» | Объект культурного наследия: № 3510021000 |

| Логотип конкурса «Вики любит памятники» | Объект культурного наследия: № 3510022000 |

| Логотип конкурса «Вики любит памятники» | Объект культурного наследия: № 3510023000 |

| Логотип конкурса «Вики любит памятники» | Объект культурного наследия: № 3510024000 |

| Логотип конкурса «Вики любит памятники» | Объект культурного наследия: № 3510025000 |

| Логотип конкурса «Вики любит памятники» | Объект культурного наследия: № 3500033001 |

| Логотип конкурса «Вики любит памятники» | Объект культурного наследия: № 3500034000 |

| Логотип конкурса «Вики любит памятники» | Объект культурного наследия: № 3500036000 |

| Логотип конкурса «Вики любит памятники» | Объект культурного наследия: № 3500038000 |

| Логотип конкурса «Вики любит памятники» | Объект культурного наследия: № 3510027000 |

| Логотип конкурса «Вики любит памятники» | Объект культурного наследия: № 3500055000 |

| Логотип конкурса «Вики любит памятники» | Объект культурного наследия: № 3510028000 |

| Логотип конкурса «Вики любит памятники» | Объект культурного наследия: № 3510029000 |

| Логотип конкурса «Вики любит памятники» | Объект культурного наследия: № 3510030000 |

| Логотип конкурса «Вики любит памятники» | Объект культурного наследия: № 3500044000 |

| Логотип конкурса «Вики любит памятники» | Объект культурного наследия: № 3500045000 |

| Логотип конкурса «Вики любит памятники» | Объект культурного наследия: № 3500000890 |

| Логотип конкурса «Вики любит памятники» | Объект культурного наследия: № 3500000892 |

| Логотип конкурса «Вики любит памятники» | Объект культурного наследия: № 3500002662 |

| Логотип конкурса «Вики любит памятники» | Объект культурного наследия: № 3500000893 |

| Логотип конкурса «Вики любит памятники» | Объект культурного наследия: № 3500000894 |

| Логотип конкурса «Вики любит памятники» | Объект культурного наследия: № 3500000895 |

| Логотип конкурса «Вики любит памятники» | Объект культурного наследия: № 3500000895 |

| Логотип конкурса «Вики любит памятники» | Объект культурного наследия: № 3500000897 |

| Логотип конкурса «Вики любит памятники» | Объект культурного наследия: № 3500000855 |

| Логотип конкурса «Вики любит памятники» | Объект культурного наследия: № 3510033000 |

| Логотип конкурса «Вики любит памятники» | Объект культурного наследия: № 3500047000 |

| Логотип конкурса «Вики любит памятники» | Объект культурного наследия: № 3500048000 |

| Логотип конкурса «Вики любит памятники» | Объект культурного наследия: № 3510034000 |

| Логотип конкурса «Вики любит памятники» | Объект культурного наследия: № 3510035000 |

| Логотип конкурса «Вики любит памятники» | Объект культурного наследия: № 3510036000 |

| Логотип конкурса «Вики любит памятники» | Объект культурного наследия: № 3500000814 |

| Логотип конкурса «Вики любит памятники» | Объект культурного наследия: № 3500000817 |

| Логотип конкурса «Вики любит памятники» | Объект культурного наследия: № 3500000818 |

| Логотип конкурса «Вики любит памятники» | Объект культурного наследия: № 3500000819 |

| Логотип конкурса «Вики любит памятники» | Объект культурного наследия: № 3510037000 |

| Логотип конкурса «Вики любит памятники» | Объект культурного наследия: № 3500054000 |

| Логотип конкурса «Вики любит памятники» | Объект культурного наследия: № 3500000861 |

| Логотип конкурса «Вики любит памятники» | Объект культурного наследия: № 3510039000 |

| Логотип конкурса «Вики любит памятники» | Объект культурного наследия: № 3510040000 |

| Логотип конкурса «Вики любит памятники» | Объект культурного наследия: № 3510041000 |

| Логотип конкурса «Вики любит памятники» | Объект культурного наследия: № 3510042001 |

| Логотип конкурса «Вики любит памятники» | Объект культурного наследия: № 3510042003 |

| Логотип конкурса «Вики любит памятники» | Объект культурного наследия: № 3500000864 |

| Логотип конкурса «Вики любит памятники» | Объект культурного наследия: № 3500000865 |

| Логотип конкурса «Вики любит памятники» | Объект культурного наследия: № 3500000782 |

| Логотип конкурса «Вики любит памятники» | Объект культурного наследия: № 3510045000 |

| Логотип конкурса «Вики любит памятники» | Объект культурного наследия: № 3500000860 |

| Логотип конкурса «Вики любит памятники» | Объект культурного наследия: № 3510047001 |

| Логотип конкурса «Вики любит памятники» | Объект культурного наследия: № 3510047002 |

| Логотип конкурса «Вики любит памятники» | Объект культурного наследия: № 3510048000 |

| Логотип конкурса «Вики любит памятники» | Объект культурного наследия: № 3500000804 |

| Логотип конкурса «Вики любит памятники» | Объект культурного наследия: |

| Логотип конкурса «Вики любит памятники» | Объект культурного наследия: № 3500000813 |

| Логотип конкурса «Вики любит памятники» | Объект культурного наследия: |

| Логотип конкурса «Вики любит памятники» | Объект культурного наследия: № 3500000904 |

| Логотип конкурса «Вики любит памятники» | Объект культурного наследия: № 3510049000 |

| Логотип конкурса «Вики любит памятники» | Объект культурного наследия: № 3500000867 |

| Логотип конкурса «Вики любит памятники» | Объект культурного наследия: № 3500000872 |

| Логотип конкурса «Вики любит памятники» | Объект культурного наследия: |

| Логотип конкурса «Вики любит памятники» | Объект культурного наследия: |

| Логотип конкурса «Вики любит памятники» | Объект культурного наследия: № 3500005000 |

| Логотип конкурса «Вики любит памятники» | Объект культурного наследия: № 3500000792 |

| Логотип конкурса «Вики любит памятники» | Объект культурного наследия: № 3500000793 |

| Логотип конкурса «Вики любит памятники» | Объект культурного наследия: № 3510059000 |

| Логотип конкурса «Вики любит памятники» | Объект культурного наследия: № 3500000798 |

| Логотип конкурса «Вики любит памятники» | Объект культурного наследия: № 3500000871 |

| Логотип конкурса «Вики любит памятники» | Объект культурного наследия: |

| Логотип конкурса «Вики любит памятники» | Объект культурного наследия: № 3500000870 |

| Логотип конкурса «Вики любит памятники» | Объект культурного наследия: № 3500000878 |

| Логотип конкурса «Вики любит памятники» | Объект культурного наследия: № 3500000879 |

| Логотип конкурса «Вики любит памятники» | Объект культурного наследия: № 3500000766 |

| Логотип конкурса «Вики любит памятники» | Объект культурного наследия: № 3500000767 |

| Логотип конкурса «Вики любит памятники» | Объект культурного наследия: № 3500000799 |

| Логотип конкурса «Вики любит памятники» | Объект культурного наследия: № 3500000800 |

| Логотип конкурса «Вики любит памятники» | Объект культурного наследия: № 3510066000 |

| Логотип конкурса «Вики любит памятники» | Объект культурного наследия: № 3500093000 |

| Логотип конкурса «Вики любит памятники» | Объект культурного наследия: № 3500000880 |

| Логотип конкурса «Вики любит памятники» | Объект культурного наследия: |

| Логотип конкурса «Вики любит памятники» | Объект культурного наследия: № 3500000882 |

| Логотип конкурса «Вики любит памятники» | Объект культурного наследия: № 3500000801 |

| Логотип конкурса «Вики любит памятники» | Объект культурного наследия: № 3510070000 |

| Логотип конкурса «Вики любит памятники» | Объект культурного наследия: № 3500000910 |

| Логотип конкурса «Вики любит памятники» | Объект культурного наследия: № 3500000911 |

| Логотип конкурса «Вики любит памятники» | Объект культурного наследия: № 3500000912 |

| Логотип конкурса «Вики любит памятники» | Объект культурного наследия: № 3500000913 |

| Логотип конкурса «Вики любит памятники» | Объект культурного наследия: № 3510071000 |

| Логотип конкурса «Вики любит памятники» | Объект культурного наследия: № 3500000914 |

| Логотип конкурса «Вики любит памятники» | Объект культурного наследия: № 3500000883 |

| Логотип конкурса «Вики любит памятники» | Объект культурного наследия: № 3500000884 |

| Логотип конкурса «Вики любит памятники» | Объект культурного наследия: № 3500000885 |

| Логотип конкурса «Вики любит памятники» | Объект культурного наследия: № 3500000886 |

| Логотип конкурса «Вики любит памятники» | Объект культурного наследия: № 3500000803 |

| Логотип конкурса «Вики любит памятники» | Объект культурного наследия: № 3500096000 |

| Логотип конкурса «Вики любит памятники» | Объект культурного наследия: № 3500000821 |

| Логотип конкурса «Вики любит памятники» | Объект культурного наследия: № 3500000823 |

| Логотип конкурса «Вики любит памятники» | Объект культурного наследия: № 3500000968 |

| Логотип конкурса «Вики любит памятники» | Объект культурного наследия: № 3500000825 |

| Логотип конкурса «Вики любит памятники» | Объект культурного наследия: № 3500000826 |

| Логотип конкурса «Вики любит памятники» | Объект культурного наследия: № 3500000827 |

| Логотип конкурса «Вики любит памятники» | Объект культурного наследия: № 3500000828 |

| Логотип конкурса «Вики любит памятники» | Объект культурного наследия: № 3500000829 |

| Логотип конкурса «Вики любит памятники» | Объект культурного наследия: № 3500000830 |

| Логотип конкурса «Вики любит памятники» | Объект культурного наследия: № 3500000831 |

| Логотип конкурса «Вики любит памятники» | Объект культурного наследия: № 3500000833 |

| Логотип конкурса «Вики любит памятники» | Объект культурного наследия: № 3500000834 |

| Логотип конкурса «Вики любит памятники» | Объект культурного наследия: № 3500000832 |

| Логотип конкурса «Вики любит памятники» | Объект культурного наследия: № 3500000835 |

| Логотип конкурса «Вики любит памятники» | Объект культурного наследия: № 3500000836 |

| Логотип конкурса «Вики любит памятники» | Объект культурного наследия: № 3500000837 |

| Логотип конкурса «Вики любит памятники» | Объект культурного наследия: № 3500000838 |

| Логотип конкурса «Вики любит памятники» | Объект культурного наследия: № 3500000839 |

| Логотип конкурса «Вики любит памятники» | Объект культурного наследия: № 3500107000 |

| Логотип конкурса «Вики любит памятники» | Объект культурного наследия: № 3500106000 |

| Логотип конкурса «Вики любит памятники» | Объект культурного наследия: № 3510084000 |

| Логотип конкурса «Вики любит памятники» | Объект культурного наследия: № 3510085000 |

| Логотип конкурса «Вики любит памятники» | Объект культурного наследия: № 3510086000 |

| Логотип конкурса «Вики любит памятники» | Объект культурного наследия: № 3500111000 |

| Логотип конкурса «Вики любит памятники» | Объект культурного наследия: № 3500112000 |

## Не вошедшие в основной список деревянные памятники архитектуры
| Логотип конкурса «Вики любит памятники» | Объект культурного наследия: № 3500000856 |

| Логотип конкурса «Вики любит памятники» | Объект культурного наследия: № 3500000786 |

| Логотип конкурса «Вики любит памятники» | Объект культурного наследия: № 3500025000 |

| Логотип конкурса «Вики любит памятники» | Объект культурного наследия: № 3500000857 |

| Логотип конкурса «Вики любит памятники» | Объект культурного наследия: № 3500000891 |

| Логотип конкурса «Вики любит памятники» | Объект культурного наследия: № 3500000816 |

| Логотип конкурса «Вики любит памятники» | Объект культурного наследия: № 3500000815 |

| Логотип конкурса «Вики любит памятники» | Объект культурного наследия: № 3500000783 |

| Логотип конкурса «Вики любит памятники» | Объект культурного наследия: № 3500000873 |

| Логотип конкурса «Вики любит памятники» | Объект культурного наследия: № 3500000772 |

| Логотип конкурса «Вики любит памятники» | Объект культурного наследия: № 3500000795 |

| Логотип конкурса «Вики любит памятники» | Объект культурного наследия: № 3500000881 |

| Логотип конкурса «Вики любит памятники» | Объект культурного наследия: № 3500000802 |

| Логотип конкурса «Вики любит памятники» | Объект культурного наследия: № 3500000812 |

| Логотип конкурса «Вики любит памятники» | Объект культурного наследия: № 3500000824 |